# Nočni metulj (film)
Nočni metulj (češko Noční motýl, nemško Der Nachtfalter) je češki črno-beli glasbeni romantično-dramski film iz leta 1941, ki ga je režiral František Čap in zanj tudi napisal scenarij skupaj z Václavom Krško po istoimenskem romanu Karla Nováka. V glavnih vlogah nastopajo Hana Vítová, Svatopluk Beneš, Gustav Nezval, Marie Glázrová, Adina Mandlová in Rudolf Hrušínský. Dogajanje je postavljeno na konec 19. stoletja v Prago, kamor preženejo Marto (Vítová) zaradi spogledovanja s častniki. Tam se je prisiljena preživljati kot pevka v dvomljivem baru. 
Primerno je bil prikazan 10. oktobra 1941. Sodeloval je bil v tekmovalnem programu Beneškega filmskega festivala, kjer je bil nominiran za Mussolinijev pokal na najboljši tuji film, osvojil pa nagrado Targa di segnalazione. Leta 1943 je bil sinhroniziran v nemščino in izdan kot Der Nachtfalter.

## Vloge
- Hana Vítová kot Marta Dekasová
- Svatopluk Beneš kot Rudolf Kala
- Gustav Nezval kot Senior Varga
- Marie Glázrová kot Helena
- Adina Mandlová kot Anča »Kiki«
- Rudolf Hrušínský kot Michal Lary
- Jaroslav Marvan kot Martin delavec
- Elena Hálková kot Martina delavka
- Renée Lavecká kot Mášenka
- Marie Blažková kot Katynka
- Eduard Kohout kot g. Leopold
- Anna Steimarová kot madam